# Kazunori Yamauchi
Kazunori Yamauchi (山内 一典,, Yamauchi Kazunori, Kashiwa, 5 de agosto de 1967) é um designer japonês de jogos, piloto profissional de corridas e, principalmente, CEO da Polyphony Digital e produtor da aclamada série Gran Turismo de jogos de corrida. Tornou-se presidente da Polyphony Digital após conceber seu primeiro jogo, chamado Motor Toon Grand Prix, um jogo de corridas inspirado em desenhos animados e similar a Mario Kart. Esse jogo depois gerou uma sequência, chamada Motor Toon Grand Prix 2, tendo sido o único jogo da franquia lançado fora do Japão. Desde então, Yamauchi vem realizando seu sonho de criar simuladores de direção realistas, alcançando enorme sucesso com a série Gran Turismo. Ele também manifestou interesse em ampliar a experiência para outros gêneros de jogos, sendo que, em 1999, a Polyphony Digital lançou Omega Boost, um jogo de tiro em Primeira Pessoa, tendo sido esta a única investida de Yamauchi fora do gênero dos simuladores de corridas.
Como resultado do sucesso de Gran Turismo, Yamauchi se tornou uma figura importante na indústria automotiva mundial. Pela sua ajuda na divulgação de modelos Volkswagen na série Gran Turismo, a empresa o presenteou com um Golf R32[carece de fontes?]. A Polyphony Digital trabalhou com a Nissan para a concepção do display multifunções (que retransmite vários dados do carro para o condutor, incluindo o G-Force gerados, distribuição de torque e voltas) encontrado no R35 GT-R. O carro, bem como essa função aparecem no penúltimo jogo da sua franquia, Gran Turismo 5[carece de fontes?]. Recebeu um Nissan GT-R, por sua contribuição[carece de fontes?].
Em 29 de agosto de 2009, ingressou na equipe de Gazoo Racing participa da classe SP8 na corrida de 8 de VLN com um Lexus IS-F, realizada em Nürburgring. Ele teve a volta mais rápida de 10m9s, que é o melhor do time, e sua equipe terminou como campeão da classe. Ele voltou para a pista de Nürburgring como um dos quatro pilotos do Team Car World Award participantes nas 24 Horas de Nürburgring de 2010 e terminou em 4º lugar na classe SP8.
Kazunori Yamauchi também foi um dos quatro pilotos do carro nº 96 da equipe Spoon Sports FD2 Civic Type-R durante as 25 Horas de Thunderhill que decorreu nos dias 5 e 6 de dezembro de 2009. A 25 Horas de Thunderhill foi sua primeira corrida em circuito de estrada nos EUA. O carro terminou em 7º em sua classe e em 23º na colocação geral.